# Atletica leggera ai Giochi della XXVI Olimpiade - Lancio del giavellotto femminile

Video della Finale

Il lancio del giavellotto ha fatto parte del programma femminile di atletica leggera ai Giochi della XXVI Olimpiade. La competizione si è svolta nei giorni 26-27 luglio 1996 allo Stadio Olimpico del Centenario di Atlanta.

## Presenze ed assenze delle campionesse in carica
| Competizione         | Atleta             | Prestazione | Atlanta 1996 |
| -------------------- | ------------------ | ----------- | ------------ |
| Olimpiadi 1992       | Silke Renk         | 68,34 m     | Presente     |
| Commonwealth 1994    | Louise McPaul      | 63,76 m     | Presente     |
| Goodwill Games 1994  | Trine Hattestad    | 65,74 m     | Presente     |
| Europei 1994         | Trine Hattestad    | 68,00 m     | Presente     |
| Coppa del mondo 1994 | Trine Hattestad    | 66,48 m     | Presente     |
| Asiatici 1994        | Oksana Yarygina    | 64,62 m     | Assente      |
| Panamericani 1995    | Xiomara Rivero     | 63,92 m     | Presente     |
| Mondiali 1995        | Natal'ja Šikolenko | 67,56 m     | Presente     |
|                      |                    |             |              |
| Mondiali junior 1992 | Claudia Isaila     | 63,04 m     | Assente      |

1. ↑  Sotto la bandiera della Norvegia.

## La gara
Il miglior lancio di Qualificazione è di Felicia Tirlea con 66,94. Fallisce l'accesso alla finale la campionessa in carica, Silke Renk, che si ferma a 59,70.

In finale Heli Rantanen indovina un buon lancio già al primo turno: 67,94. Ci si attende la reazione delle avversarie, che invece non arriva. Nessuna supera 64,18 durante i primi tre turni.

L'australiana Louise McPaul approfitta dell'incertezza generale e con un lancio a 65,54 si assicura l'argento. La medaglia di bronzo è di Trine Hattestad; alla sua quarta partecipazione olimpica la norvegese sale finalmente sul podio.

La primatista mondiale stagionale Felicia Tilea non supera i 60 metri (59,94) e si classifica decima. Dietro di lei giunge la campionessa del mondo Natalya Shikolenko che con 58,56 finisce dodicesima e ultima tra le finaliste.

## Risultati

### Turno eliminatorio
Qualificazione62,50 m
Solo tre atlete raggiungono la misura richiesta. Per ottenere il quorum di 12 finaliste vengono aggiunti altri 9 lanci, fino a 60,46 m.

### Finale
| Pos | Paese     | Atleta          | Misura  |
| --- | --------- | --------------- | ------- |
|     | Finlandia | Heli Rantanen   | 67,94 m |
|     | Australia | Louise McPaul   | 65,54 m |
|     | Norvegia  | Trine Hattestad | 64,98 m |
| 4   | Cuba      | Isel Lopez      | 64,68 m |
| 5   | Cuba      | Xiomara Rivero  | 64,48 m |
| 6   | Germania  | Karen Forkel    | 64,18 m |
| 7   | Finlandia | Mikaela Ingberg | 61,52 m |
| 8   | Cina      | Li Lei          | 60,74 m |